# Звьоздний (Лямбірський район)
Звьо́здний (рос. Звёздный, ерз. Звёздный) — селище у складі Лямбірського району Мордовії, Росія. Входить до складу Берсеневського сільського поселення.

## Населення
Населення — 315 осіб (2010; 264 у 2002).
Національний склад (станом на 2002 рік):
- росіяни — 67 %